# Irma (Alberta)
Irma es un pueblo canadiense situado en la provincia de Alberta.

## Superficie
Irma tiene una superficie de 1,32 km².

## Demografía
En 2021, tenía 477 habitantes, una densidad poblacional de 361,7 hab./km², y 240 viviendas.